# Йоахім-Адольф Вольфф
Йоахім-Адольф Вольфф (нім. Joachim-Adolf Wolff; 24 вересня 1895, Мюльгаузен, Німецька імперія — 16 травня 1918, Ламотт, Франція) — німецький льотчик-ас, лейтенант Імперської армії.

## Біографія
Учасник Першої світової війни, служив в 216-му льотному дивізіоні. 6 липня 1917 року прибув в 11-ту винищувальну ескадрилью. 14 серпня 1917 року був поранений в бою проти винищувачів Sopwith Triplane з 1-ї морської ескадрильї, і вдруге 23 листопада в сутичці з 56-ю ескадрильєю, що літала на машинах SE 5а.
Вольфф загинув у бою 16 травня 1918 року біля Ламотта, імовірно збитий лейтенантом Г. Д. Бартоном з 24-ї ескадрильї, і був похований у Каппі.
Всього за час бойових дій здобув 10 перемог, ще 1 перемога залишилась непідтвердженою. Першою жертвою Вольффа 18 березня 1918 року став лейтенант Джон Маккадден з 84-ї ескадрильї, кавалер Воєнного хреста, який здобув 8 перемог. Цей британський офіцер, що літав на SE 5а, був рідним братом капітана Джеймса Маккаддена, кавалера Хреста Вікторії та другого за результативністю аса Британії (57 перемог).